# みどり湖パーキングエリア
みどり湖パーキングエリア（みどりこパーキングエリア）は、長野県塩尻市の長野自動車道上にあるパーキングエリア (PA) である。
当PAから南へ直線距離500 m程の場所に名前となっているみどり湖がある。なお、当PAから更埴JCT方面へ向かう下り線は塩尻ICまでの2.5 kmにわたり直線且つ緩やかな下り坂となっているためスピードが出やすく、運転には注意を要する（過去に大きな衝突事故が発生している）。

## 道路
- E19 長野自動車道

## 施設
下り線は2020年（令和2年）11月16日に、上り線は2022年（令和4年）3月18日にそれぞれリニューアルオープンした。

### 上り線（東京・名古屋方面）
- 駐車場
  - 大型 19台
  - 小型 28台
  - 身障者用 1台
- トイレ
  - 男性 大3（和式1・洋式2）・小4
  - 女性 6（和式1・洋式5）
  - 車椅子用 1
- フードコート[3]
  - 小木曽屋玄治郎（7:00 - 20:00）
- おみやげ[3]
  - ショッピングコーナー（7:00 - 20:00）
- ぷらっとパーク（駐車場 小型 3台・7:00 - 20:00）[4]
- ハイウェイ情報ターミナル[4]
- 自動販売機[4]

### 下り線（長野方面）
- 駐車場
  - 大型 18台
  - 小型 38台
  - 身障者用 1台
- トイレ
  - 男性 大3（和式1・洋式2）・小4
  - 女性 6（和式1・洋式5）
  - 車椅子用 1
- フードコート[5]
  - 小木曽屋玄治郎（7:00 - 20:00）
- おみやげ[5]
  - ショッピングコーナー（7:00 - 20:00）
- ぷらっとパーク（駐車場 小型 3台・7:00 - 20:00）[6]
- ハイウェイ情報ターミナル[6]
- 自動販売機[6]

### みどり湖バスストップ
みどり湖PAに併設されている高速バス停留所。
本停留所に停車する高速バスは、旅客案内上の停留所名を「長野道みどり湖」と案内している。

#### 停車する路線
- 松本 - 新宿線（中央高速バス、アルピコ交通・京王バス）
日野BS - みどり湖BS - 広丘野村BS
- 飯田 - 長野線（みすずハイウェイバス、アルピコ交通・伊那バス・信南交通）
岡谷BS - みどり湖BS - 広丘野村BS
- 松本 - 名古屋線（中央道高速バス、アルピコ交通・名鉄バス）
岡谷BS - みどり湖BS - 広丘野村BS
- 長野 - 名古屋線（中央道高速バス、アルピコ交通・名鉄バス）
岡谷BS - みどり湖BS - 広丘野村BS
- 松本 - 大阪（梅田）線（アルペン松本号、アルピコ交通・阪急バス）
京都深草 - みどり湖BS - 広丘野村BS
- 長野（松本）- TDR・成田空港線（アルピコ交通・京成バス千葉イースト）
茅野BS - みどり湖BS - 広丘野村BS
- 長野 - 名古屋・京都・大阪・神戸線（どっとこむライナー）
栄 - みどり湖BS - 広丘野村BS

## 周辺
- 中央本線みどり湖駅 - 約2km。
- 塩尻市地域振興バス - みどり湖・東山線「高速バス停前」（2023年3月31日をもって廃止のるーと塩尻に転換）
- 塩尻市社会福祉センター
- みどり湖 - 徒歩20分

## 隣
E19 長野自動車道
(1) 岡谷IC - みどり湖PA - (2) 塩尻IC